# Brongniartia guerrerensis
Brongniartia guerrerensis là một loài thực vật có hoa trong họ Đậu. Loài này được J.Jimenez Ram. & J.L.Contr. miêu tả khoa học đầu tiên.